# Đảo triều

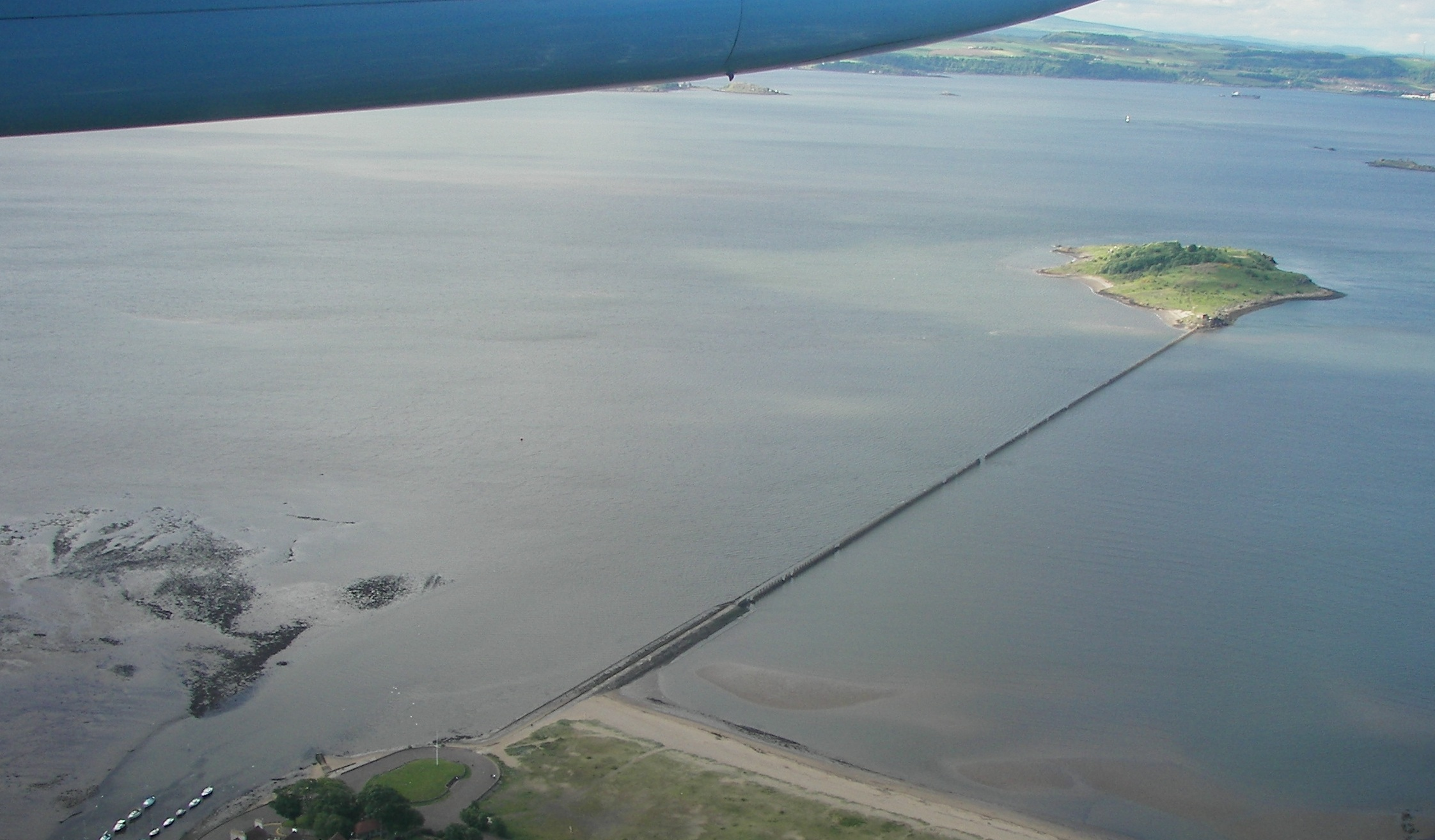
Không ảnh đảo Cramond (Scotland) và đường đắp cao

Đảo triều (tiếng Anh: tidal island) là một hòn đảo nối với đất liền bằng một đường đắp cao (có nguồn gốc tự nhiên hoặc nhân tạo), và con đường này nổi lên khỏi mặt nước khi thủy triều xuống và chìm xuống khi thủy triều lên. Do hiện tượng này gây cho con người cảm giác thần bí nên ở một số nơi, người ta dùng đảo triều làm nơi thời phụng, ví dụ Mont-Saint-Michel ở Pháp. Ngoài ra, đảo triều thường được dùng làm nơi xây pháo đài nhờ khả năng phòng thủ tự nhiên của đảo.
Ở Úc, người ta bồi đắp và phát triển đảo triều Bennelong ở Sydney thành mũi Bennelong (Bennelong Point) rồi sau này xây dựng nhà hát Opera Sydney trên đó.

## Danh sách đảo triều

### Châu Á

#### Hồng Kông
- Đảo Mã Thỉ Châu ở Đại Bộ, Hồng Kông, phía tây bắc Tân Giới

#### Hàn Quốc
- Đảo Jindo và đảo Modo ở tây nam Hàn Quốc

### Châu Âu

#### Pháp

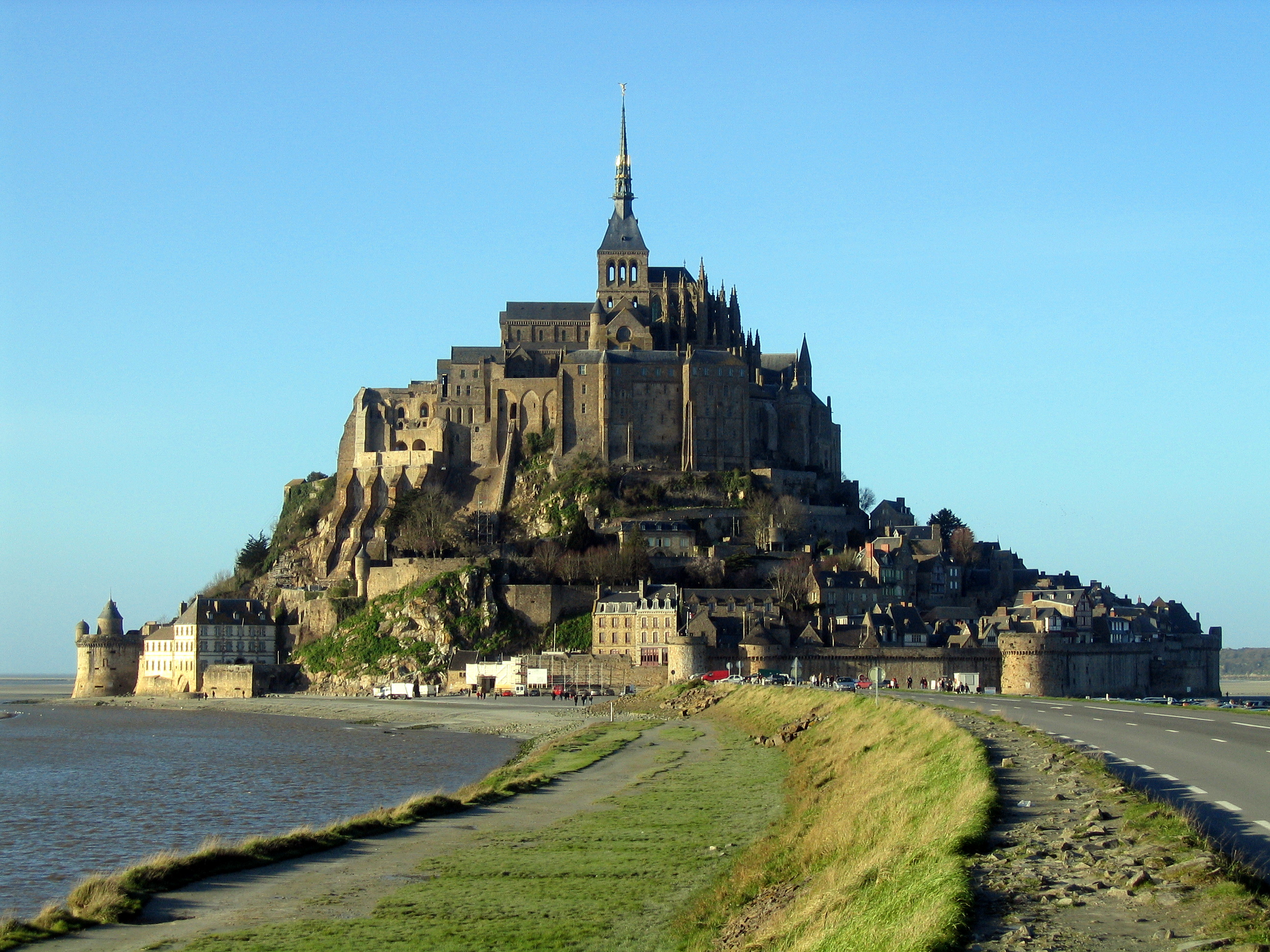
Mont-Saint-Michel, Pháp

- Mont-Saint-Michel ở Normandie
- Tombelaine ở Normandie
- Île de Noirmoutier ở Vendée
- Île Madame ở Charente-Maritime

#### Đức/Đan Mạch
- Halligen thuộc quần đảo Bắc Frisian

#### Đan Mạch
- Đảo Mandø thuộc bờ biển phía tây Đan Mạch

#### Ireland
- Đảo Omey ở Connemara, Hạt Galway, Connacht
- Đảo Coney gần Rosses Point, Hạt Sligo

#### Vương quốc LH Anh và Bắc Irelad

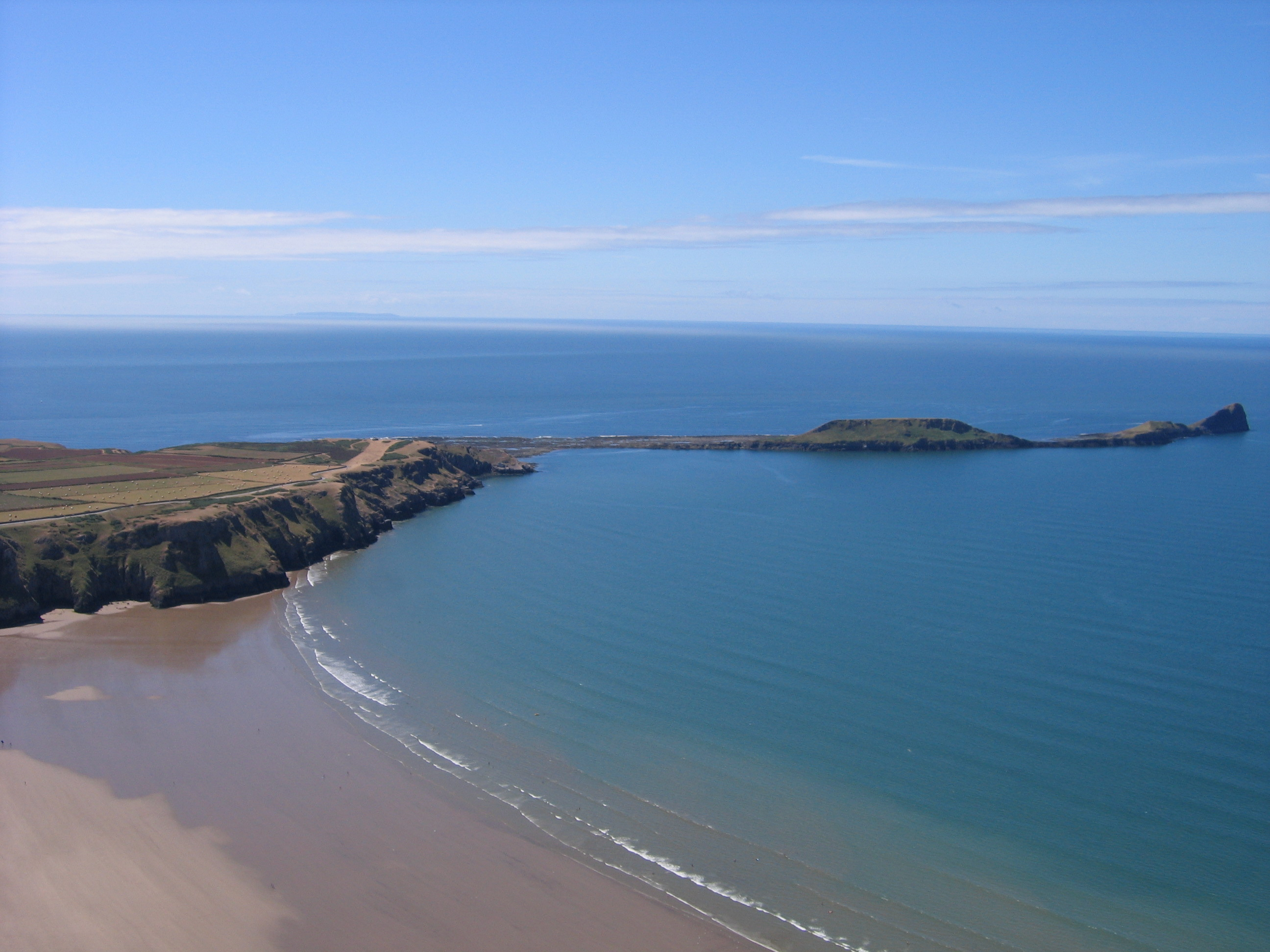
Worm's Head, Wales

- Baleshare thuộc Ngoại Hebrides, Scotland
- Brough of Birsay thuộc Orkney, Scotland
- Burgh Island thuộc Devon, Anh
- Chapel Island thuộc Cumbria, Anh
- Cramond Island, Edinburgh, Scotland
- Davaar Island gần Campbeltown, trên bán đảo Kintyre, Scotland
- Eilean Tioram, ở Loch Moidart, Lochaber, Highland, Scotland
- Erraid ngoài khơi Isle of Mull, Scotland
- Gugh thuộc quần đảo Scilly, Liên Hiệp Anh
- Hilbre Island thuộc cửa sông Dee, nằm giữa Bắc Wales và bán đảo Wirral của Anh.
- Đảo Llanddwyn ngoài khơi Anglesey thuộc Bắc Wales
- Lindisfarne thuộc Northumberland, Anh
- Northey Island thuộc Essex, Anh
- Oronsay thuộc Nội Hebrides, Scotland
- Đảo Osea thuộc Essex, Anh
- Đảo Rough đối diện Rockcliffe, Dumfries & Galloway, Scotland
- Đảo Sheep thuộc Cumbria, Anh
- Đảo Shell thuộc Bắc Wales, Wales
- Đảo St Catherine thuộc Pembrokeshire, Wales
- St Michael's Mount thuộc Cornwall, Liên hiệp Anh
- Đảo St Mary thuộc Bắc Tyneside, Anh
- Đảo Sully thuộc Vale of Glamorgan, Wales
- Worm's Head ở điểm cuối của bán đảo Gower, Wales

#### Quần đảo Eo Biển
- Lihou thuộc Guernsey, một phần của quần đảo Eo Biển

### Bắc Mỹ

#### Canada
- Đảo Minister thuộc New Brunswick, Canada
- Đảo Micou thuộc vịnh St. Margarets, Nova Scotia, Canada

#### Mỹ
- Đảo Bar thuộc Maine
- Đảo High, New York
- Hải đăng đảo Cana thuộc Wisconsin
- Hải đăng Battery Point thuộc California
- Đảo Camano thuộc Puget Sound, tiểu bang Washington
- Đảo Douglas thuộc Alaska

### Châu Đại Dương

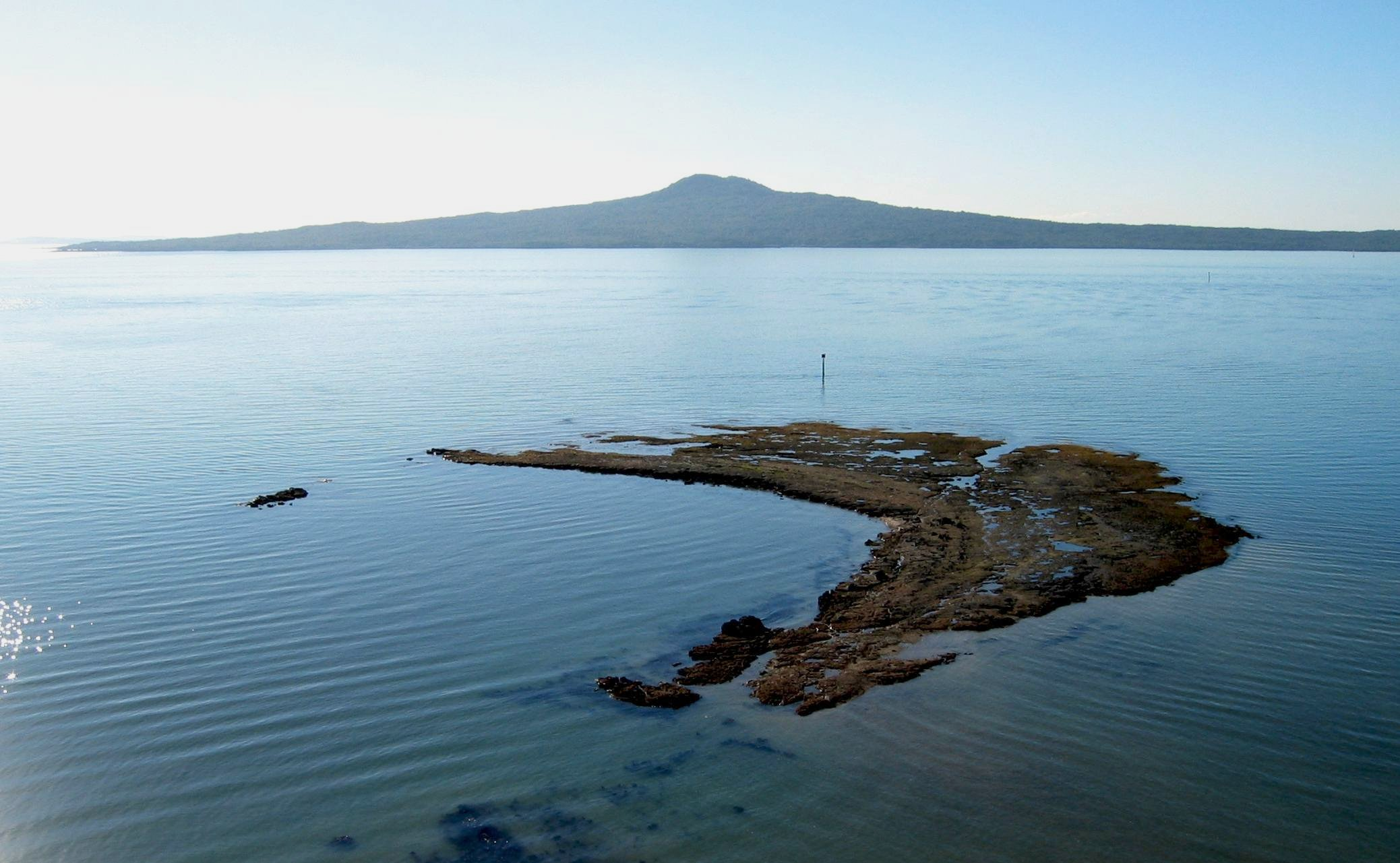
Đảo Rangitoto, New Zealand

#### Úc
- Đảo Penguin thuộc Công viên Hải dương Quần đảo Shoalwater

#### New Zealand
- Đảo Matakana thuộc cảng Tauranga
- Đảo Rabbit, đảo Bells và đảo Bests thuộc vịnh Tasman
- Đảo Puddingstone thuộc cảng Otago
- Các đảo Motutapu và Rangitoto nằm trong vịnh Hauraki
- Đảo Opahekeheke thuộc cảng Kaipara
- Quần đảo Okatakata và đảo Walker thuộc cảng Rangaunu